# 广州市干部和人才健康管理中心
广州市干部和人才健康管理中心（广州市人才研修院、广州市第十一人民医院、广州市公职人员心理健康服务中心）是廣東省廣州市內最大的一個政府附屬療養院，广州市人社局直属事业单位，位於黃埔區嶺頭雞啼山畔，建於1962年10月22日。佔地42萬平方米，人工湖有6.67萬平方米，建築佔地1.97萬平方米。
建院初隸屬中共廣州市委組織部。1986年改屬廣州市人事局（後市人社局）。

## 主要职责
1. 承担市直机关公职人员身体健康管理及健康教育培训工作，提升公职人员健康素养；
2. 承担市直机关公职人员健康管理科研工作，建立健康大数据分析体系；
3. 承担市直机关公职人员心理健康测评、咨询、培训及建立心理健康档案等心理健康管理工作；
4. 承担市直机关公职人员、市离退休副省级以上干部、广州地区“两院院士”“百千万人才工程”国家级人选和享受国务院政府特殊津贴专家的定点医疗保健、健康管理工作；
5. 承担周边社区医疗保障公益服务工作。

## 交通
- 巴士：永顺大道（市干部健康管理中心）总站
- 有轨电车：干部健康中心站

### 附近道路
- 永順大道
- 廣汕公路